# Copa d'Higiea

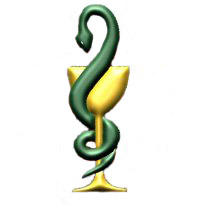
Copa d'Higiea: símbol de farmàcia

La copa d'Higiea està formada per una copa (remei) i una serp (el poder) embolicada a la copa. Aquest símbol és el d'Higiea, la deessa grega de la salut, la netedat o higiene i la guarició (en la mitologia romana, Salus). Higiea era filla del déu de la medicina Esculapi i era germana de Panacea, la dea de la curació.

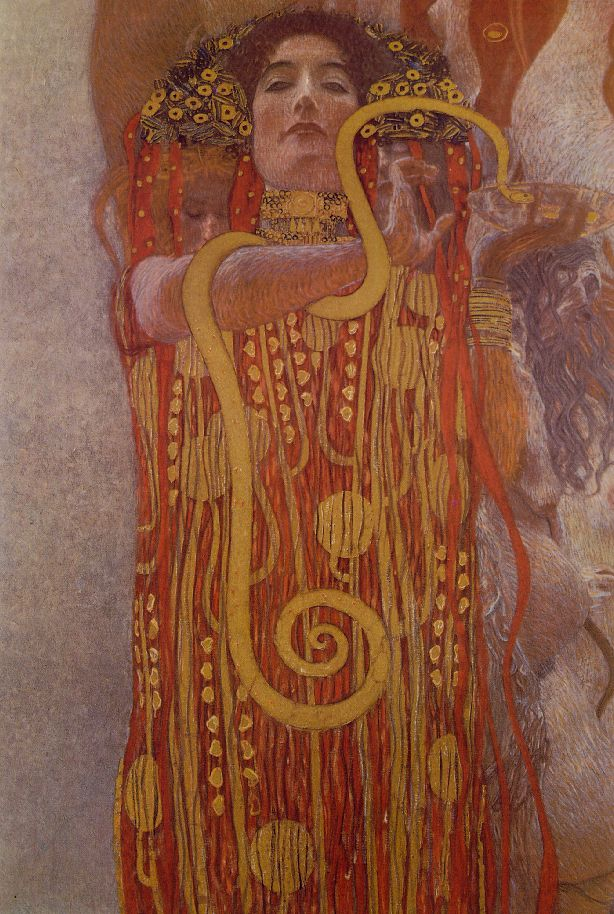
Higiea, pintada per Gustav Klimt

Higiea estava representada sovint com una dona jove alimentant una serp llarga que li embolicava tot el cos. De vegades la serp es representava com si volgués beure de la copa que Higia duu. Aquests atributs van ser adoptats després per la deessa gàl·lica de la sanació, Sirona.
En la mitologia grega, Esculapi o Asclepi, el déu de l'art de la guarició, va delegar en la seua filla Higiea la feina de preparar els remeis que ell utilitzava. Ella era la seua apotecària o farmacèutica. Per aquest motiu, Higiea i el seu símbol va formar part de la simbologia farmacèutica juntament amb el símbol de recepta (Rx), el morter i la mà del morter, la bombona, la creu verda i la serp enrotllada a una palmera.
De la dea Higiea n'ha derivat la paraula higiene, de la qual ella és la deessa.